# Марани
Мараните (на испански: Marrano) са евреи на Пиренейския полуостров, които са принудени да приемат християнството след Алхамбрийския декрет.